# برج البريد
برج البريد (بالألمانية:Post Turm) هو مركز المؤسسة اللوجستية للبريد الألماني. صممه المهندس المعماري الألماني هيلموت يان. يبلغ طوله 162,5 متر، وبذلك فهو أطول مبنى في المدينة الاتحادية بون وأعلى مبنى مكاتب في شمال الراين-غرب فالن. أعلى بخمسة أمتار من كاتدرائية كولونيا، وفي كل ألمانيا يوجد فقط في فرانكفورت أعلى ناطحة سحاب بعلو 10 أمتار. بدأ بناء البرح عام 2000 وانتهى بنائه عام 2002 بتكلفة 78 مليون يورو.

## تفاصيل المبنى
يقع المبنى على ضفة نهر الراين، صمم البرج بهيكل حديث من الزجاج والصلب